# Saint-Hilaire-de-la-Noaille
 Saint-Hilaire-de-la-Noaille  là một xã thuộc tỉnh Gironde trong vùng Aquitaine tây nam nước Pháp. Xã này nằm ở khu vực có độ cao từ 39-130 mét trên mực nước biển.